# Nonnenbach (Aschaff)
Der Nonnenbach ist ein linker Zufluss der Aschaff im Landkreis Aschaffenburg im bayerischen Spessart. Er entsteht am Kloster Schmerlenbach aus dem Zusammenfluss von Winzenhohler Bach und Schmerlenbach.

## Geographie

### Quellbäche

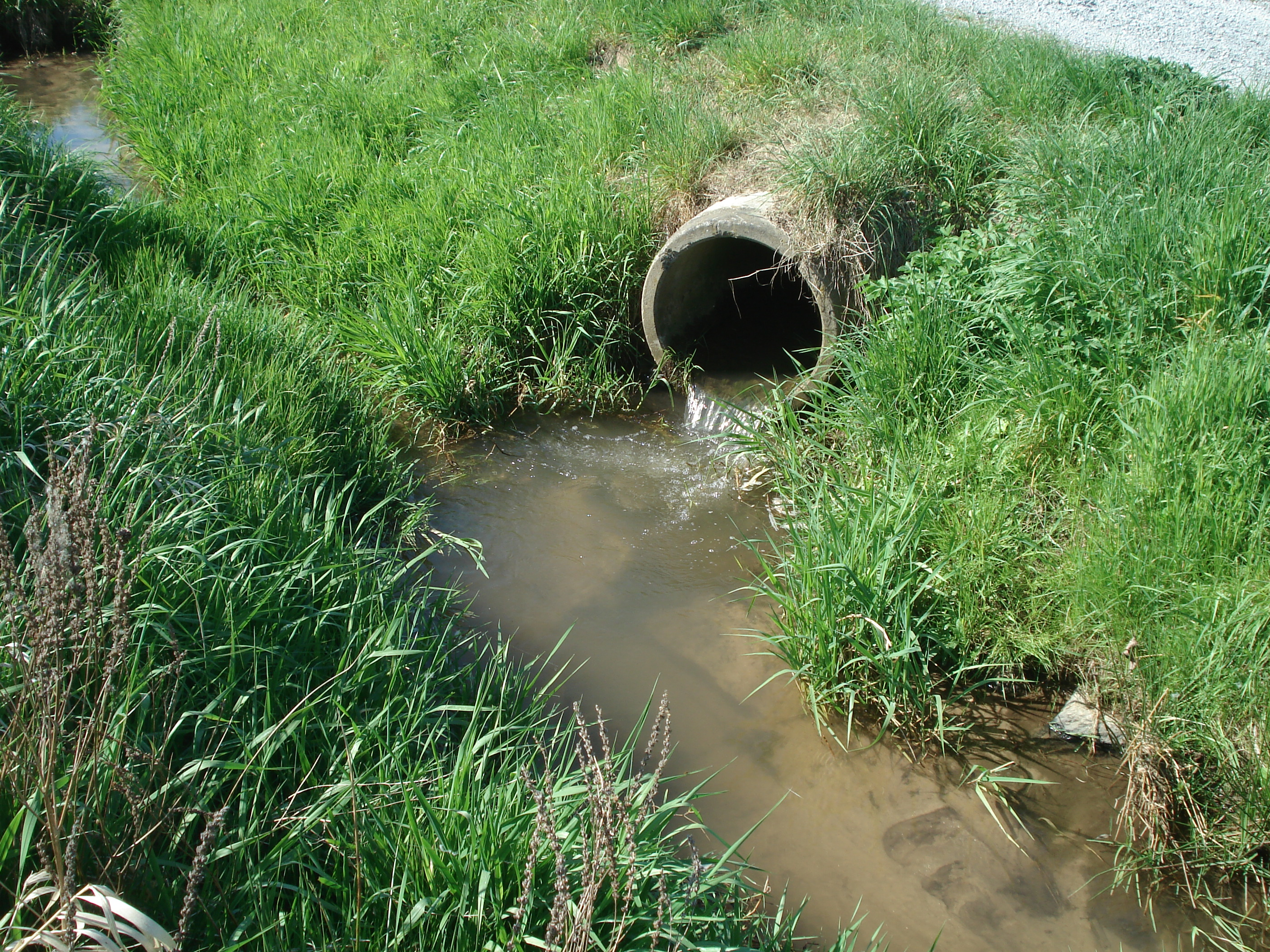
Zusammenfluss von Winzenhohler Bach (hinten links) und Schmerlenbach (Rohr rechts)

#### Schmerlenbach
Der Schmerlenbach entsteht im Schmerlenbacher Wald aus dem Zusammenfluss von Waldbach und Kellerbergbach. Er fließt nach Nordosten und nimmt den Strietbach auf. Er ist mit etwa 2,3 km (mit Waldbach) der längere und wasserreichere Quellbach.
Der Name Schmerlenbach besteht aus den mittelhochdeutschen Wörtern smërle für Schmerle und bach. Er gab dem Ort Schmerlenbach seinen heutigen Namen.

#### Winzenhohler Bach
Der etwa 2 km lange Winzenhohler Bach entspringt in Winzenhohl. Er durchfließt den Ort in nördliche Richtung und vereinigt sich am Kloster Schmerlenbach mit dem Schmerlenbach zum Nonnenbach.

### Verlauf
Ab dem Zusammenfluss fließt der Nonnenbach nach Norden. Er nimmt den Baschklingebach auf und erreicht Hösbach-Bahnhof. Dort unterquert er die Staatsstraße 2307, die Strecke der Main-Spessart-Bahn sowie die Trasse der A 3. Danach mündet der Nonnenbach in die Aschaff.

### Zuflüsse
- Baschklingebach (links)

### Flusssystem Aschaff
- Liste der Fließgewässer im Flusssystem Aschaff